# Lentillac-Saint-Blaise
Lentillac-Saint-Blaise ist eine französische Gemeinde mit 191 Einwohnern (Stand 1. Januar 2022) im Département Lot in der Region Okzitanien. Sie gehört zum Arrondissement Figeac und zum Kanton Figeac-2.
Nachbargemeinden sind Saint-Félix im Norden, Felzins im Nordosten, Cuzac im Südosten, Capdenac im Südwesten und Lunan im Westen.

## Bevölkerungsentwicklung
| Jahr      | 1962 | 1968 | 1975 | 1982 | 1990 | 1999 | 2008 | 2018 |
| --------- | ---- | ---- | ---- | ---- | ---- | ---- | ---- | ---- |
| Einwohner | 179  | 160  | 157  | 166  | 145  | 137  | 135  | 185  |